# Casino

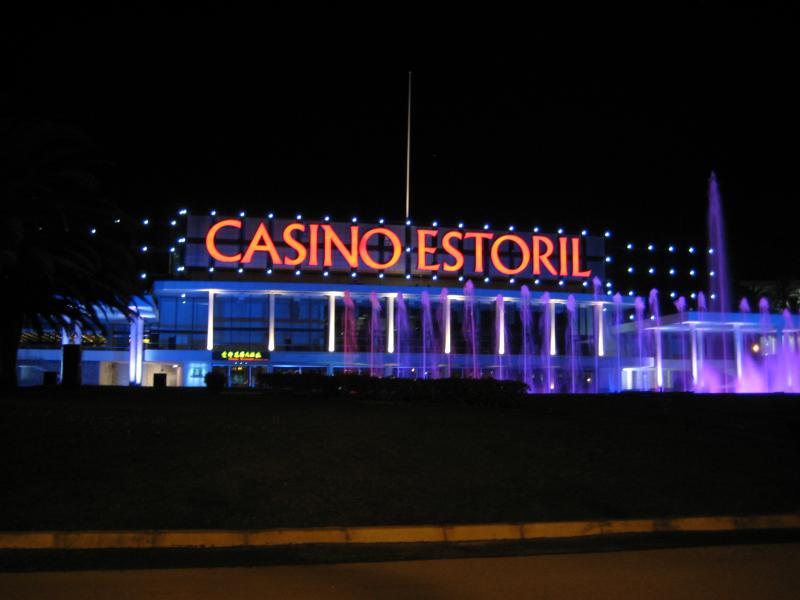
El Casino Estoril, en la costa de Cascais, Portugal, es el mayor casino de Europa.

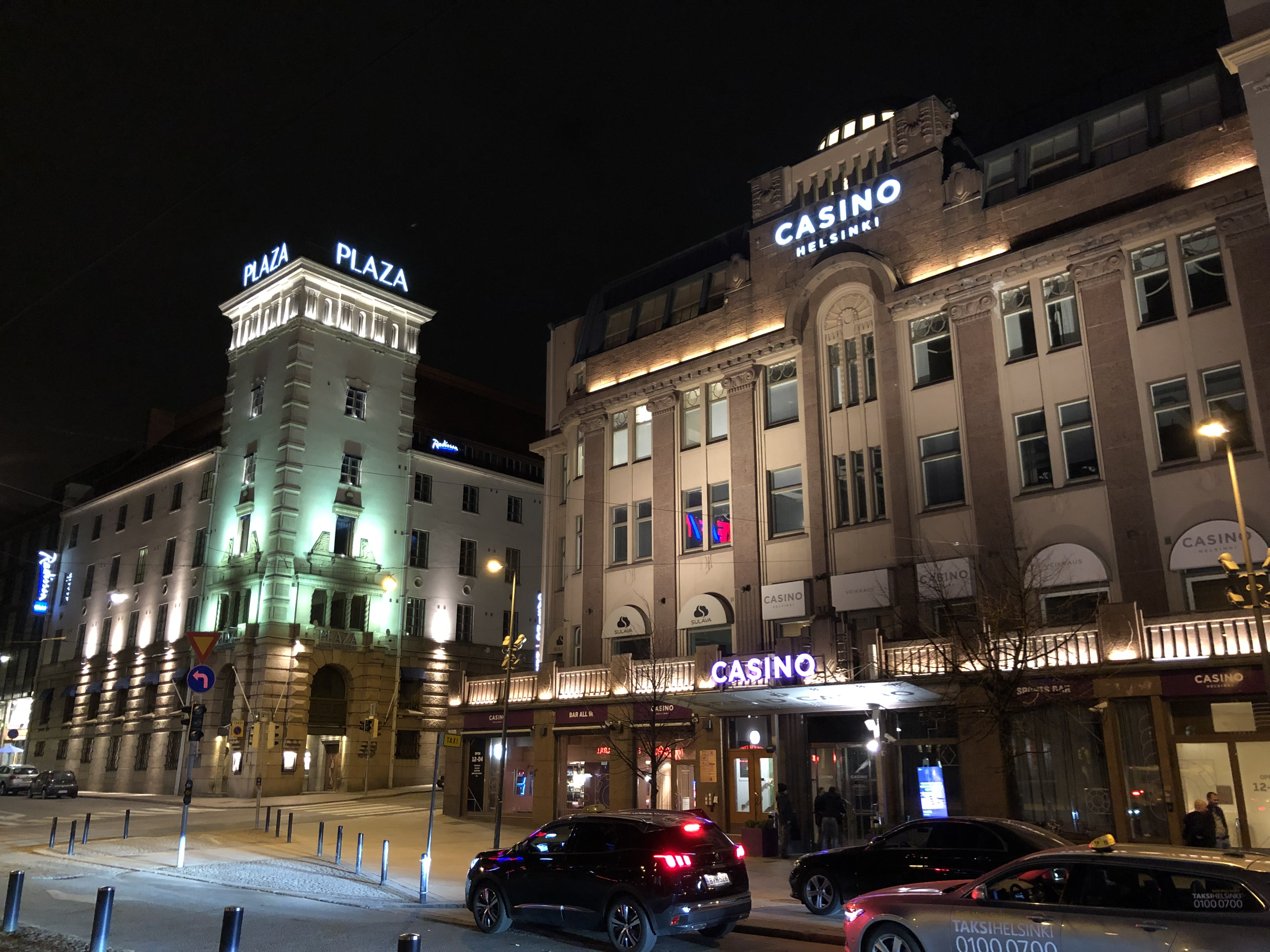
El Casino Helsinki en Helsinki, Finlandia, es uno de los pocos casinos del mundo que dona todas sus ganancias a la beneficencia.

Un casino es un establecimiento que permite participar en juegos de azar y de apuestas. Los casinos son comúnmente construidos cerca o en combinación con hoteles, restaurantes, tiendas comerciales, cruceros turísticos y otras atracciones.
La palabra casino viene del italiano casino, que significa "casa en el campo". También llamadas "villas", estas edificaciones se encontraban en los campos y se utilizaban como lugar de esparcimiento para la nobleza y la clase media alta. Uno de estos divertimentos eran los juegos de azar. Estos locales pasaron luego a las ciudades o sus alrededores, conservando en el proceso el nombre originario de casino, el cual se utiliza actualmente en casi todos los lenguajes occidentales.[cita requerida]
Las apuestas como forma de diversión y ocio siempre han ocupado un lugar muy importante en el seno de la sociedad. En la actualidad dos de cada tres personas practican algún tipo de apuesta de forma habitual. Esta popularidad reafirma la importancia del casino como una de las fuentes de ocio más difundidas en la actualidad.

## Etimología y uso
La palabra casino es de origen italiano; la raíz casa significa casa. El término casino puede significar villa pequeña, casa de verano, o club social. Durante el siglo XIX, el término casino pasó a incluir también a otros edificios públicos donde tenían lugar actividades placenteras; estos edificios solían construirse en los terrenos de una villa italiana más grande o palazzo, y se utilizaban para albergar funciones cívicas de la ciudad, como bailes, juegos de azar, audición de música y deportes. Algunos ejemplos en Italia son Villa Farnese y Villa Giulia, y en Estados Unidos el Newport Casino en Newport, Rhode Island. En italiano actual, un casino es un burdel (también llamado casa chiusa, literalmente "casa cerrada"), un lío (situación confusa) o un ambiente ruidoso; una casa de juego se escribe casinò, con acento grave. 
No todos los casinos se utilizan para jugar. El Catalina Casino, en la isla de Santa Catalina, California, nunca se ha utilizado para juegos de azar tradicionales, que ya estaban prohibidos en California cuando se construyó. El Casino de Copenhague era un teatro danés que también celebró reuniones públicas durante la Revolución de 1848, que convirtió a Dinamarca en una monarquía constitucional. 
En el uso militar y no militar, un casino (español) o kasino (alemán) es un comedor de oficiales.

## El juego

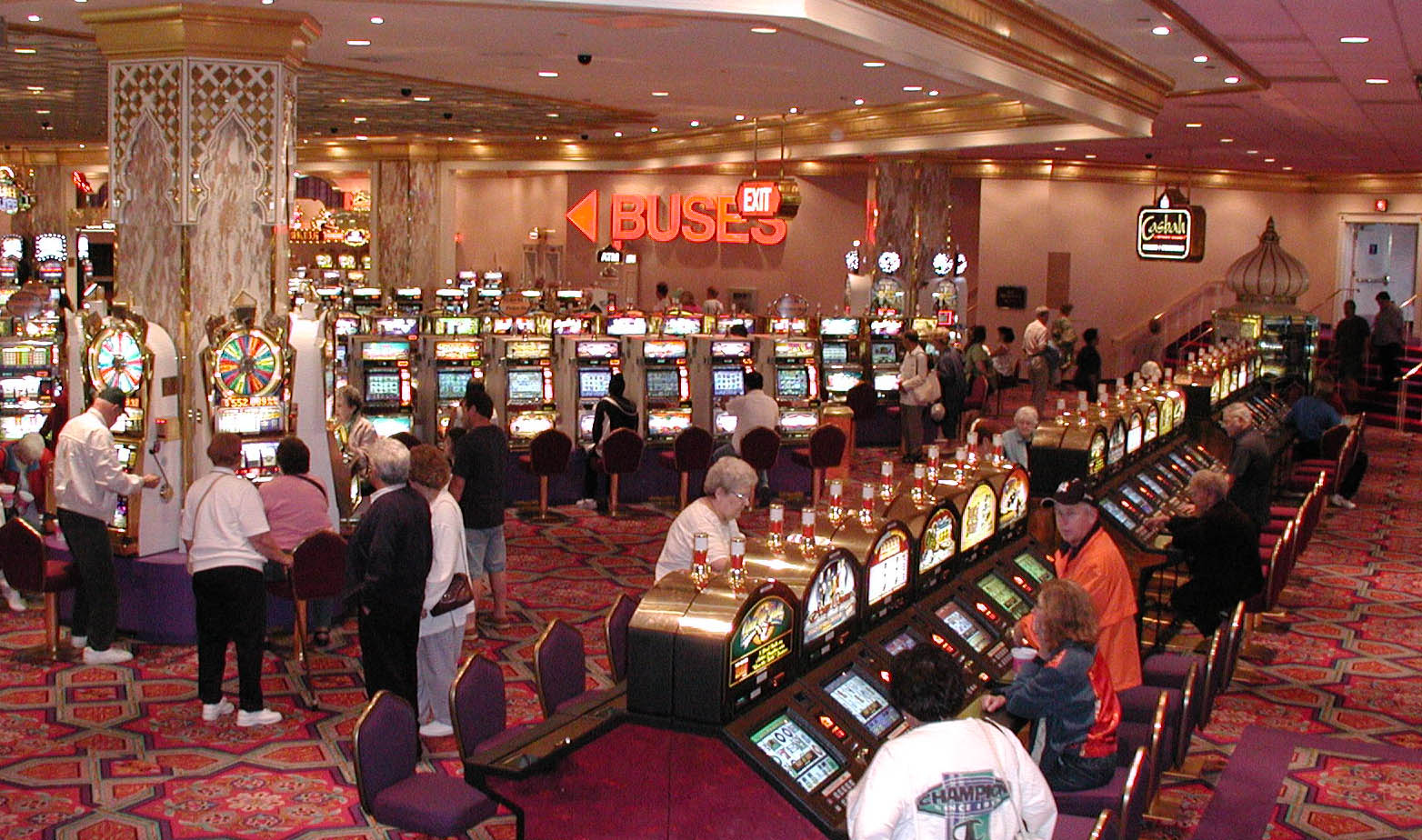
Imagen típica de un casino.

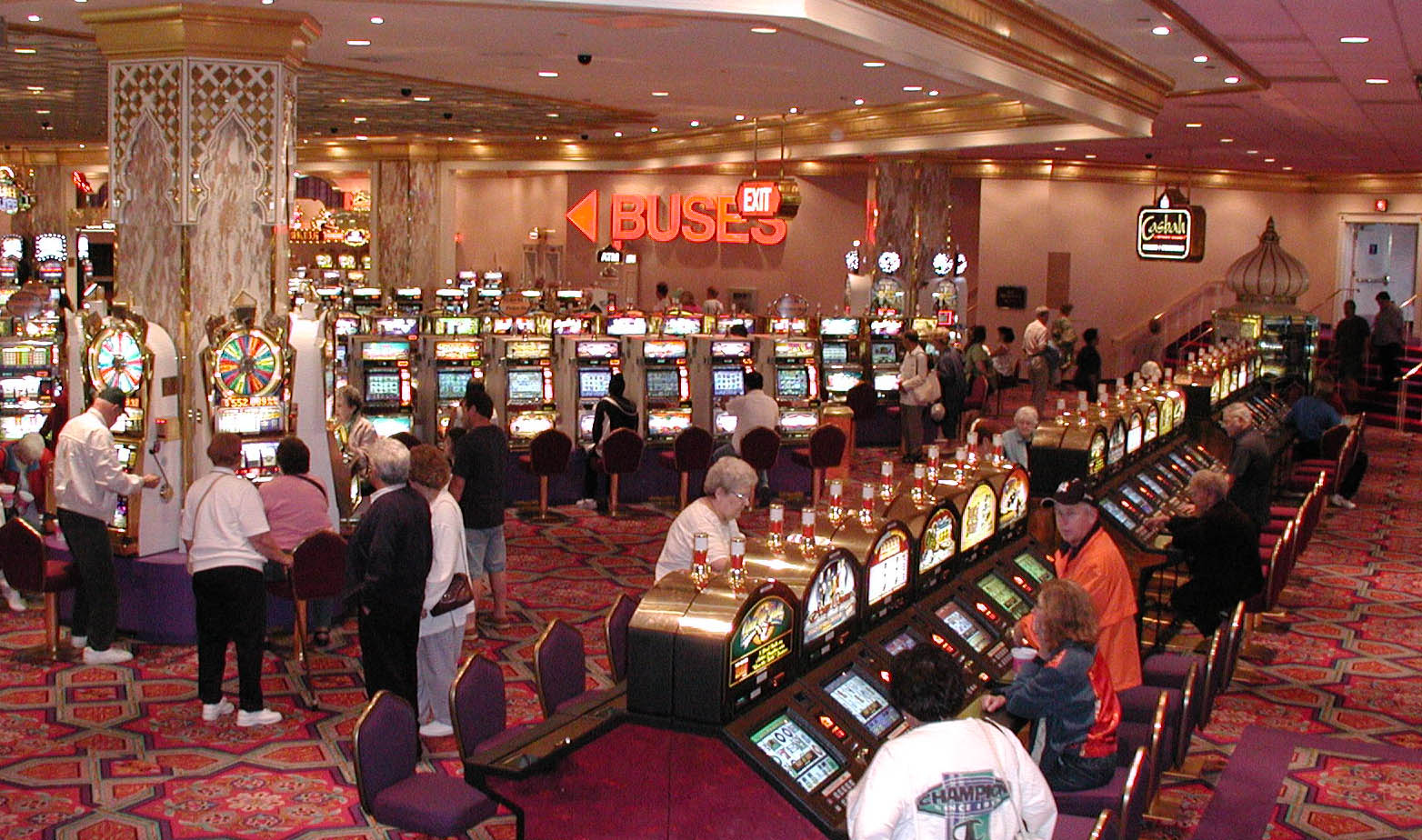
Tragaperras, una atracción habitual de los casinos, en Atlantic City, Nueva Jersey.

Un casino de juego es un establecimiento en el cual la atracción principal son los juegos de azar, en algunos casos con un elemento de habilidad, como dados, ruleta, bacará, blackjack, y video poker. Los juegos más populares son la ruleta, el black jack, el craps, el punto y banca, el póquer y las máquinas tragamonedas. 
La mayoría de los juegos tienen probabilidades determinadas matemáticamente que garantizan que la casa tenga en todo momento ventaja sobre los jugadores. Esto puede expresarse de forma más precisa mediante la noción de valor esperado, que es uniformemente negativo (desde la perspectiva del jugador). Esta ventaja se denomina ventaja de la casa. En juegos como el póquer en los que los jugadores juegan unos contra otros, la casa se lleva una comisión llamada rake. Los casinos a veces dan artículos de cortesía o comps a los jugadores.
La lógica de todos estos juegos consiste, en su nivel más básico, en el siguiente mecanismo:
1. El jugador apuesta una suma de dinero A a un juego de azar determinado, en el cual se tiene que cumplir la condición C para que el apostador gane una suma de dinero de ganancia (G), siendo G mayor o igual que A.
2. Si se cumple la condición C, entonces el jugador recibe G.
3. Si no se cumple la condición C, entonces el jugador no recibe nada.

Adicionalmente, las cantidades de ganancia (G) están estipuladas de antemano. Para determinar las mismas, se utilizan complejos mecanismos estadísticos, de modo tal de dar cierta ventaja al casino. De este modo, si pensáramos en un jugador que jugara eternamente, el saldo sería a favor del casino de acuerdo a la proporción estipulada previamente.
Si bien el casino fomenta la actividad turística de una localidad (puesto que los jugadores también utilizan servicios de hotelería, gastronomía y otros), se les exige un alto porcentaje de impuestos debido a los problemas sociales asociados al juego (inseguridad ciudadana, criminalidad, lavado de dinero, aparición de mafias, ludopatía, alcoholismo, prostitución, etc.)
Cada país tiene un distinto objeto regulador que permite a jugadores poder jugar en el casino, sin olvidar que hoy existen muchos juegos de casinos en línea.
La mayoría de las jurisdicciones del mundo tienen una edad mínima para jugar de 18 a 21 años.
La industria de juegos de casino por Internet se ha venido desarrollando desde el año 2000 en distintas partes del mundo mediante el uso de tecnología y software especiales. Hoy se pueden encontrar más de 100.000 salas de casinos virtuales contando con millones de usuarios en todo el mundo.

## Historia

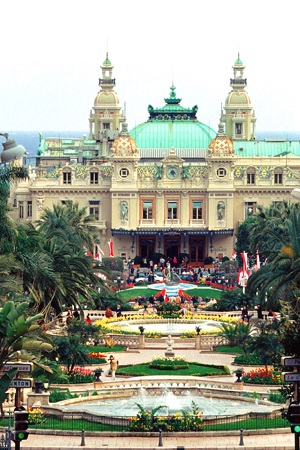
Casino de Monte Carlo.

Siempre ha existido un "tira y afloja" entre los casinos y sus juegos con los gobiernos de cada país, de tal forma que en muchos aún existe prohibición de dichos juegos y locales. La tendencia actual es permitirlos aunque con una estricta regulación y fiscalización.
Las autoridades siempre han intentado controlar, limitar y hasta hacer desaparecer a los casinos, debido al vínculo entre estos y el desorden, la embriaguez y la trampa, cosas que han llevado en ocasiones a disturbios, heridas y hasta homicidios. Los casinos también pueden ser articulados como una disputa cultural por la legitimidad de ciertas prácticas.La religión y los totalitarismos también han tenido que ver con las prohibiciones, queriendo dar una imagen de vicio y depravación.[cita requerida]
La mayoría de juegos de los casinos son de “recompensa inmediata”; esto puede influir en personas psicológicamente propensas a caer en una adicción al juego (ludopatía), al igual que ocurre con otros juegos que tienen el mismo tipo de recompensa (máquina tragamonedas o bingos, por ejemplo). Esto provocó que surja una mala imagen de los casinos debido a su asociación con lo ilícito y lo depravado.
Normalmente los casinos no incluyen solamente los juegos de azar entre su oferta sino que habitualmente va acompañada de restaurantes, hoteles, salas de fiesta, salas de convenciones. En algún caso, como por ejemplo en Las Vegas o en Mónaco, con un entramado completo de ocio alrededor del juego. Lo mismo estaba previsto que ocurriese en España con Gran Scala.

## Vestimenta en un casino
Los casinos suelen ser sinónimos de glamour y elegancia, una imagen expandida gracias a la labor icónica del cine en películas como "Casino" de Martin Scorsese o "Casino Royale" de la saga James Bond.
Cada casino, establece su propio protocolo de etiqueta, estableciendo una gran diferencia entre los casinos de Estados Unidos, y los casinos en Europa. En los casinos estadounidenses las reglas de vestimenta nunca fueron particularmente rígidas, y actualmente no se hacen cumplir. Por ejemplo, en la mayoría de los casinos de Las Vegas no hay código de vestimenta, aunque algunos clubes y restaurantes estadounidenses sí exigen un mínimo de elegancia. Por otro lado, en los casinos clásicos de Europa como Monte Carlo se requiere extrema elegancia.
A nivel mundial se puede identificar cuatro protocolos de vestimenta:
1. La etiqueta formal obliga a llevar ropa apropiada para un evento de alto nivel, normalmente chaqueta seria (de colores oscuros) y corbata.
2. Por etiqueta semi-formal se entiende una chaqueta normal, sin necesidad de corbata, o vestimenta similar a la que se usaría en una reunión de trabajo.
3. La etiqueta casual implica que toda ropa será aceptada mientras que tenga algo de gusto. Son apropiados los colores lisos, por ejemplo.
4. Sin etiqueta. Cualquier combinación de atuendos es válida en los casinos pertenecientes a esta categoría. Entre ellos están la mayoría de casinos estadounidenses además de los casinos en línea.

## Casinos en línea
Además de los casinos físicos normales, desde finales de los 90, los llamados casinos en línea también se han desarrollado. Los casinos en línea, también conocidos como "casinos virtuales" o "casinos en Internet" son versiones en línea de los juegos clásicos que se encuentran en los casinos tradicionales (físicos). Los jugadores pueden elegir entre una amplia gama de juegos y jugar en línea a través de una simple conexión a Internet.
Al igual que en los casinos reales, los casinos virtuales ofrecen una gama de bonos e incentivos a todos los usuarios, mientras que los porcentajes de pago difieren según el sitio y el tipo de juego.
Hay dos tipos de casinos en línea:
1. "basado en la web", donde toda la etapa del juego tiene lugar en una interfaz en línea.

1. "descarga de casino" donde hay que descargar e instalar en el ordenador el software que luego se "engancha" a la plataforma de juego en línea

## Seguridad
Dadas las grandes cantidades de dinero que se manejan en un casino, tanto los clientes como el personal pueden tener la tentación de hacer trampas y robar, en connivencia o de forma independiente; la mayoría de los casinos cuentan con medidas de seguridad para evitarlo. Las cámaras de seguridad repartidas por todo el casino son la medida más básica.
La seguridad de los casinos modernos suele dividirse entre una fuerza de seguridad física y un departamento de vigilancia especializado. La fuerza de seguridad física suele patrullar el casino y responder a las llamadas de auxilio y a las denuncias de actividades sospechosas o definitivamente delictivas. Un departamento de vigilancia especializado opera el sistema de circuito cerrado de televisión del casino, conocido en el sector como ojo en el cielo. Estos dos departamentos especializados en seguridad de casinos colaboran estrechamente entre sí para garantizar la seguridad tanto de los clientes como de los activos del casino, y han tenido bastante éxito en la prevención de delitos. Algunos casinos también tienen pasarelas en el techo por encima del suelo del casino, que permiten al personal de vigilancia mirar directamente hacia abajo, a través de un cristal unidireccional, las actividades en las mesas y máquinas tragaperras.
Cuando se inauguró en 1989, The Mirage fue el primer casino en utilizar cámaras a tiempo completo en todos los juegos de mesa.
Además de las cámaras y otras medidas tecnológicas, los casinos también refuerzan la seguridad mediante normas de conducta y comportamiento; por ejemplo, los jugadores de juegos de cartas están obligados a mantener visibles en todo momento las cartas que llevan en la mano.

## Crimen
Los casinos han estado vinculados al crimen organizado, y los primeros casinos de Las Vegas estaban dominados por la mafia estadounidense y en Macao por los sindicatos de las tríadas.
Según algunos informes policiales, la incidencia local de los delitos denunciados suele duplicarse o triplicarse en los tres años siguientes a la apertura de un casino. En un informe de 2004 del Departamento de Justicia de Estados Unidos, los investigadores entrevistaron a personas que habían sido detenidas en Las Vegas y Des Moines y descubrieron que el porcentaje de jugadores problemáticos o patológicos entre los detenidos era de tres a cinco veces superior al de la población general.
Se ha dicho que los estudios económicos que muestran una relación positiva entre los casinos y la delincuencia no suelen tener en cuenta a la población visitante: contabilizan los delitos cometidos por los visitantes pero no cuentan a los visitantes en la medición de la población, lo que exagera la tasa de delincuencia. Parte de la razón por la que se utiliza esta metodología, a pesar de la sobreestimación, es que a menudo no se dispone de datos fiables sobre el recuento de turistas.